# Ɩ̌
Cette page contient des caractères spéciaux ou non latins. S’ils s’affichent mal (▯, ?, etc.), consultez la page d’aide Unicode.
Ɩ̌ (minuscule : ɩ̌), appelé iota caron, est un graphème utilisé dans l’écriture du gouro et parfois utilisé en kassem dans la notation des tons dans certains dictionnaires. Il s’agit de la lettre iota diacritée d'un caron.

## Représentations informatiques
Le iota caron peut être représenté avec les caractères Unicode suivants (latin étendu B, Alphabet phonétique international, diacritiques) :
| formes    | représentations | chaînes de caractères | points de code | descriptions                                   |
| --------- | --------------- | --------------------- | -------------- | ---------------------------------------------- |
| capitale  | Ɩ̌               | Ɩ◌̌                    | U+0196 U+030C  | lettre majuscule latine iota diacritique caron |
| minuscule | ɩ̌               | ɩ◌̌                    | U+0269 U+030C  | lettre minuscule latine iota diacritique caron |

## Sources
- Natalie Kuznetsova et Olga Kuznetsova, « Dictionnaire gouro-français », Mandenkan, no 66,‎ 2021, p. 3-186 (lire en ligne [PDF])